# Jay Jopling
Pour les articles homonymes, voir Jopling.
Jeremy Michael "Jay" Jopling, né en juin 1963 à Thirsk (Angleterre), est un marchand d'art et galeriste britannique. Il est le fondateur de White Cube.

## Jeunesse
Jay Jopling est le fils de Michael Jopling, Baron Jopling, homme politique conservateur qui a occupé le poste de ministre de l'Agriculture dans le gouvernement conservateur dirigé par Margaret Thatcher. Jopling est élevé dans le Yorkshire et étudie à Eton et à l'université d'Edimbourg, où il étudie la littérature anglaise et l'histoire de l'art. Son premier emploi consiste à vendre des extincteurs d'incendie à domicile.

## Carrière
Étudiant à l'université, Jopling se rend à Manhattan, où il  noue des liens avec des artistes américains de l'après-guerre, les encourageant à faire don d'œuvres pour la vente aux enchères caritative "New Art: New World". À la fin des années 1980, il noue une amitié avec l'artiste Damien Hirst. Après avoir terminé sa maîtrise en 1984, il déménage à Londres et commence à travailler avec des artistes de sa génération.
En mai 1993, il inaugure le White Cube original au premier étage du 44, rue Duke, St James, à West End. Sa politique d’exposition consistait à offrir une vitrine unique aux artistes britanniques et internationaux.
En 2000, Joplin inaugure une plus grande salle à Hoxton Square dans l’East End de Londres, occupant un petit bâtiment industriel des années 1920. La galerie ferme ses portes en décembre 2012.
White Cube Mason's Yard, situé en retrait de Duke Street, à St James, près du White Cube original, ouvre ses portes en 2006.
White Cube Bermondsey ouvre ses portes en octobre 2012 et est le plus grand des trois sites de la galerie.
White Cube Hong Kong, situé au cœur du district central de Hong Kong, a ouvert ses portes en mars 2012.
Jopling programme aussi une série d'expositions s'étalant sur trois ans au Brésil. White Cube São Paulo ouvre ses portes en décembre 2012 pour fermer en 2015.
Il a été nommé l'un des cinquante hommes britanniques les mieux vêtus par GQ en 2015.

## Vie privée
Jopling s'est marié à l'artiste Sam Taylor-Wood avec laquelle il a deux filles, Angelica (née en juin 1997) et Jessie Phoenix (née en novembre 2005). En septembre 2008, le couple annonce qu'il se séparait à l'amiable après onze ans de mariage,,,.